# Ludwig von Burgund

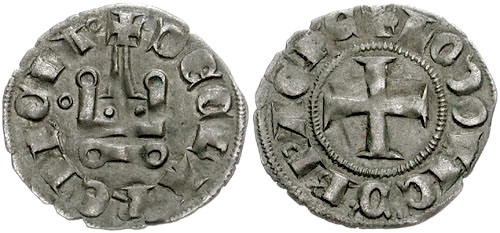
Münze Ludwigs als Fürst von Achaia

Wappen Ludwigs von Burgund

Ludwig von Burgund (* 1297; † 2. August 1316) war Fürst von Achaia und Titularkönig von Thessaloniki; er war ein jüngerer Sohn von Robert II., Herzog von Burgund, und Agnes von Frankreich.
1313 war er Teil eines komplexen Ehebündnisses, das geschlossen wurde, um die angevinische und burgundische Kontrolle über den fränkischen Besitz in Griechenland zu sichern. Am 31. Juli 1313 heiratete er Mathilde von Hennegau, Enkelin und Erbin von Wilhelm II. von Villehardouin, der Philipp I. von Tarent das Fürstentum Achaia als Lehen gegeben hatte. Ludwig trat seine eigenen Ansprüche auf den Familienbesitz an seinen Bruder Hugo V. von Burgund ab, der ihm im Gegenzug den Titel eines Königs von Thessalonike gab, der 1266 an die Burgunder verkauft worden war. Ludwig leistete danach Philipp von Tarent den Lehnseid, der als de iure uxoris und Titularkaiser von Konstantinopel die Oberhoheit über Thessalonike hatte, und stimmte der Teilnahme an einem Feldzug zur Rückeroberung des Lateinischen Kaiserreichs zu.
Mathilde und Ludwig erreichten Achaia auf unterschiedlichen Wegen, sie mit 1000 Soldaten per Schiff über Marseille und Navarino, er über Venedig, wo er um Hilfe bei der Republik Venedig vorstellig geworden war. Ferdinand von Mallorca, der ebenfalls de iure uxoris Ansprüche auf das Fürstentum erhob (er war mit Isabelle de Sabran verheiratet, die von der jüngeren Tochter Wilhelms II. abstammte), war 1315 in Griechenland gelandet und hatte Glarentza erobert, Mathilde kam später im gleichen Jahr an, und einige Barone, darunter der Graf von Kefalonia, schlossen sich ihr an. Am 22. Februar 1316 wurde sie von Ferdinand in der Schlacht bei Picotin geschlagen. Etwa zur gleichen Zeit erreichte Ludwig Griechenland, machte einen erfolglosen Versuch, die Burg von Chalandritsa zu erobern, konnte aber am 5. Juli 1316 Ferdinand in der Schlacht von Manolada schlagen, obwohl dieser Verstärkung aus dem Königreich Mallorca und die Katalanische Kompanie herbeigeholt hatte. Vier Wochen später starb Ludwig, der Chronik von Morea zufolge an einem Fieber, während die katalanische Declaratio summa Gift unterstellt, das von Graf Johann von Kefalonia verabreicht wurde. Sein Tod hinterließ ein ungesichertes Fürstentum mit seinem Bruder Odo IV. von Burgund, Mathilde von Hennegau und den Angevinen als Anspruchsteller.